# Леді бреше
Леді бреше (англ. The Lady Lies) — американська драма 1929 року, знята Гобартом Генлі з Волтером Г'юстоном, Клодетт Кольбер і Чарльзом Рагглзом у головних ролях. Як зазвичай у ранню епоху звуку, багатомовні версії були зняті на Joinville Studios у Парижі для випуску на відповідних ринках, включаючи шведську версію The Two of Us.

## Сюжет
Діти вдівця, який закрутив роман з продавчинею, намагаються його розірвати, але дівчина підкорює їх.

## У ролях
- Волтер Г'юстон
- Клодет Кольбер
- Чарльз Рагглз
- Том Браун
- Бетті Ґард
- Джин Діксон